# Арминианство
Арминиа́нство — направление в протестантском богословии, утверждающее решающую роль свободы воли в деле спасения. Название связано с именем нидерландского богослова Якоба Арминия, который выступил против кальвинистской идеи предопределения. Как особая партия (нидерландские ремонстранты) арминианцы оформились в 1610 году после смерти Арминия, однако они были осуждены на Дордрехтском синоде в 1618 году за полупелагианство (мнение Р. К. Спраула) и синергизм. Однако арминианство существенно повлияло на формирование богословия общих баптистов.
Среди представителей арминианства были: Симон Епископий (1583—1644), Ян Итенбогарт (1557—1644), Ян Олденбарневелт и Гуго Гроций.
Арминий и его последователи отвергали также типичное для кальвинизма надзирательное служение Церкви и утверждали необходимость религиозной терпимости.
Идеи арминианства находили сторонников и за пределами Нидерландов: в XVIII в. арминианское понимание предопределения проявилось в методизме, оно также оказало значительное влияние на ривайвелизм и ряд позднейших богословских течений, распространившихся преимущественно в англосаксонском христианстве. В настоящее время арминианство сохранилось в основном в Нидерландах, но подверглось значительному влиянию либерального рационализма.

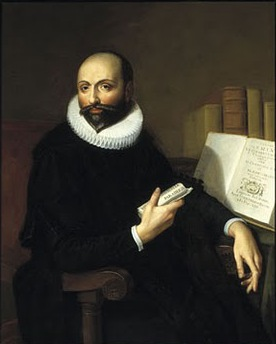
Якоб Арминий

## Основные положения (5 артикулов)
- Условное предопределение: Божественный промысел учитывает согласие людей, то есть вера является предметом выбора.
- Всеобщее искупление: Иисус Христос потенциально искупил грехи всех людей.
- Спасительная вера: В основе спасения благодать Святого Духа.
- Благодать, которой можно противостоять: Человек способен воспротивиться действию благодати.
- Неуверенность в сохранности: Человек способен утратить благодать.